# Tetraceratobunus marmoratus
Tetraceratobunus marmoratus is een hooiwagen uit de familie Sclerosomatidae.